# زباستیان پرودل
زباستیان پرودل (انگلیسی: Sebastian Prödl؛ زادهٔ ۲۱ ژوئن ۱۹۸۷) یک بازیکن فوتبال اهل اتریش است.
وی همچنین در تیم ملی فوتبال اتریش بازی کرده‌است.